# Christine Peng-Peng Lee
Christine Jennifer 'Peng Peng' Lee (27 de junio de 1993; Scarborough, Ontario, Canadá) es una gimnasta canadiense que fue miembro del equipo nacional que participó en los Juegos Olímpicos de Londres de 2012. Entre 2013 y 2018 fue miembro del  equipo de gimnasia artística femenina de la Universidad de California en Los Ángeles.
En abril de 2018 se proclamó campeona de la NCAA con el equipo de UCLA. En el plano individual, ese mismo año, fue campeona de barra de equilibrio.

## Biografía
Nació el 27 de junio de 1993 en el distrito de Scarborough situado en la ciudad de Toronto, Ontario, Canadá. Es hija de Kin-Man y Marian Lee y tiene un hermano menor llamado Kurtis.
Fue al instituto Northview Heights Secondary, situado en Toronto, donde se graduó en 2012.
Durante su carrera como gimnasta de élite entrenó en el Oakville Gymnastics Club con los entrenadores Kelly Manjak, Sue Manjak y Lorne Bobkin; y en el sport Seneca, donde fue entrenada por Carol-Angela Orchard y Brian McVey.
En 2012 se matriculó en la Universidad de California en Los Ángeles, para estudiar sociología, donde se graduó en invierno de 2017. Además, durante su estancia en la Universidad, fue miembro del equipo de gimnasia femenina de UCLA Bruins.

## Carrera júnior

### 2007
En mayo compitió en el Campeonato Nacional de Canadá celebrado en Regina, donde se clasificó segunda en la final individual y en la final de barra de equilibrio.
En noviembre compitió en los Juegos Pan Americanos celebrados en Guatemala. El equipo canadiense se clasificó segundo, medalla en la cual Lee contribuyó con una puntuación total de 58.017. Además, se clasificó cuarta en el all-around, segunda en salto, cuarta en barras asimétricas, sexta en barra de equilibrio y segunda en suelo.
En diciembre participó en el Elite Canada, que se celebró en Abbotsford. Lee se clasificó segunda en el all-around con una puntuación de 56.150. En las finales por aparatos ganó la medalla de oro en suelo y la medalla de bronce en barra de equilibrio y barras asimétricas.

### 2008
En marzo participó en el Campeonato Pacific Rim celebrado en San Jose, Estados Unidos. Junto a la selección canadiense ganó la medalla de plata en el circuito por equipos. Además, se clasificó quinta en el all-arround, segunda en la final de barras asimétricas y cuarta en la de suelo.
En junio compitió en el Campeonato nacional de Canadá donde ganó la medalla de bronce en el circuito individual completo. También ganó la medalla de oro en las finales de barra de equilibrio y de suelo.
Durante el verano de ese año, Lee fue diagnosticada de espondilolistesis y espondilolisis en la vértebra L5. A causa de dichas lesiones, Lee tuvo que mantenerse apartada de la competición casi dos años.

## Carrera profesional

### 2010
En diciembre de 2010 volvió a la competición para participar en el Elite Canada celebrado en Qebec. Lee ganó el all-arround con una puntuación de 54.800. En las finales por aparatos se clasificó segunda en suelo y barras de equilibrio y octava en barras asimétricas.

### 2011
A finales de marzo compitió en la Copa del mundo de Gimnasia Artística celebrada en Doha, Catar. Lee se clasificó quinta en la final de barras asimétricas, sexta en la de barra de equilibrio y quinta en la de suelo.
En octubre formó parte del equipo canadiense que participó en el Campeonato Mundial de Gimnasia Artística de 2011 celebrado en Tokio, Japón. En la competición por equipos se clasificaron en la undécima posición cosa que condenó al equipo a participar en el preolímpico para poder ser uno de los equipos participantes en los Juegos Olímpicos de Londres 2012. Lee encabezó al equipo en las clasificaciones, posicionándose en el puesto número 19 en la final de all-around con una puntuación de 54.732.
A finales de ese mismo mes, fue una de las componentes del equipo nacional que participó en los Juegos Pan Americanos celebrados en Guadalajara, México. El 24 de octubre ganó la medalla de plata en el concurso por equipos siendo la gimnasta con puntuación más alta de todo el equipo. Eso le permitió competir en la final individual donde se clasificó cuarta con una puntuación de 54.575. También participó en la final de barras asimétricas donde se clasificó quinta con una puntuación de 13.575.
En diciembre compitió en el Open Mexicano de Gimnasia en Acapulco. Lee fue segunda en la final individual con una puntuación de 55.500. En la competición mixta, Lee fue emparejada con el gimnasta estadounidense Danell Leyva, con el que ganó el concurso con una puntuación de 144.850.

### 2012
Empezó el año participando en el preolímpico de gimnasia artística celebrado en Londres, ya que el equipo canadiense se clasificó en la undécima posición en el Mundial de Gimnasia celebrado el año anterior en Tokio. Las canadiense se clasificaron segundas por detrás de Italia y consiguieron una plaza para los Juegos Olímpicos de verano de ese mismo año. En el plano individual, Lee se clasificó quinta en la final de barras asimétricas con una puntuación de 14.366.
A principios de marzo participó en el International Gymnix Challenge celebrado en Montreal. Allí ganó la final individual y consiguió la puntuación más alta de la competición en todos los aparatos excepto en salto. Más tarde, Lee formó parte del equipo canadiense que participó en el Campeonato Pacific Rim. Junto a sus compañeras, se clasificó tercera en la competición por equipos por detrás de los equipos de Estados Unidos y China. Además, ganó la medalla de bronce en la competición individual con una puntuación de 57.800, quedando por detrás de Jordyn Wieber y Kyla Ross. También se clasificó cuarta en la final de barras asimétricas, segunda en la de barra de equilibrio y segunda en la de suelo.
En mayo de ese año Lee tenía previsto participar en el Campeonato Nacional de Canadá, pero una lesión en la rodilla durante los entrenamientos le impidió competir en dicho evento. En junio Lee anunció que, debido a su lesión en el ligamento anterior cruzado, no participaría en las pruebas de selección para el equipo olímpico renunciando así a participar en los Juegos Olímpicos de Londres 2012.
A pesar de no poder competir, en junio de 2012 Lee viajó a Londres junto al equipo canadiense como capitana de la selección para los Juegos Olímpicos.

## Carrera Universitaria
En 2012 ingresó en la Universidad de California en Los Ángeles para estudiar sociología. Además, también se incorporó al equipo de gimnasia artística de la universidad a pesar de no poder competir en su primer año debido a la lesión que la apartó de los Juegos Olímpicos. A finales de 2013 sufrió otra lesión que la tuvo alejada de la competición durante toda la temporada.
En 2015 debutó en la NCAA en la primera competición de la temporada contra Oregon State Beavers, realizando una actuación más que remarcable. Lee obtuvo unas puntuaciones de 9,825 en salto, 9.900 en barras asimétricas y de 9.875 en barra de equilibrio.
Desde la temporada 2017 presenta junto a Hallie Mossett la serie de vídeos Bruin Banter, donde repasan los momentos más importantes de la semana junto a una compañera del equipo que haya tenido una actuación destacada en la última competición. En 2018 presentó dicho espacio junto a su compañera JaNay Honest. 
El 11 de febrero de 2017 consiguió su primer 10 de su carrera universitaria en el ejercicio de barras asimétricas que realizó contra la Universidad de Stanford. Volvió a conseguir un 10 perfecto en barras asimétricas durante el encuentro contra North Carolina State. En la final por equipos celebrada el 15 de abril de 2017, consiguió un 10 en su ejercicio de barra de equilibrio, contribuyendo a la cuarta posición conseguida por su equipo.
En 2018, Lee compitió por último año en la gimnasia universitaria liderando el equipo de UCLA Bruins. Durante la temporada regular consiguió hasta 5 dieces (1 en las barras asimétricas y 4 en la barra de equilibrio), y fue nombrada 5 veces 'Especialista de la semana'. Lee terminó la temporada regular en la primera posición del ranking de barra de equilibrio y, además, ganó el título nacional en dicho aparato. En la final de la NCAA, Lee consiguió dos 10 en las dos pruebas en las que participaba, contribuyendo así a la victoria del título nacional conseguida junto a sus compañeras de equipo.
Ese mismo año ganó el premio Honda Sport Award, que se le concede a la mejor deportista universitaria del año.

### Resultados
| Resultados 2015 | Resultados 2015                   | Resultados 2015 | Resultados 2015 | Resultados 2015 | Resultados 2015 | Resultados 2015 | Resultados 2015 | Resultados 2015 |
| Fecha           | Rival                             | Salto           | Asimétricas     | Barra           | Suelo           | All-around      | Equipo          | Notas           |
| --------------- | --------------------------------- | --------------- | --------------- | --------------- | --------------- | --------------- | --------------- | --------------- |
| 12/01/2015      | Oregon State                      | 9,825           | 9,900           | 9,875           | ---             | ---             | 196,000         | [ 32 ]          |
| 19/01/2015      | Arizona Wildcats                  | 9,750           | 8,975           | 9,850           | ---             | ---             | 195,975         | [ 39 ]          |
| 23/01/2015      | Utah Utes                         | ---             | 9,900           | 9,250           | ---             | ---             | 194,725         | [ 40 ]          |
| 1/02/2015       | California Golden Bears           | ---             | 9,950           | 9,950           | ---             | ---             | 196,800         | [ 41 ]          |
| 9/02/2015       | Washington                        | ---             | 9,850           | 9,875           | ---             | ---             | 197,000         | [ 42 ]          |
| 14/02/2015      | Stanford                          | ---             | ---             | ---             | ---             | ---             | 197,075         | [ 43 ]          |
| 21/02/2015      | Nebraska, Sacramento y Bridgeport | ---             | 9,950           | 9,975           | ---             | ---             | 197,050         | [ 44 ]          |
| 28/02/2015      | Arizona State                     | 9,875           | 9,950           | 9,850           | ---             | ---             | 197,350         | [ 45 ]          |
| 7/03/2015       | Stanford                          | 9,900           | 9,850           | 9,950           | ---             | ---             | 197,950         | [ 46 ]          |
| 13/03/2015      | Arkansas Razorbacks               | 9,800           | 9,900           | 8,900           | ---             | ---             | 197,175         | [ 47 ]          |
| 21/03/2015      | Campeonato Pac-12                 | 9,850           | 9,400           | 9,925           | ---             | ---             | 197,350         | [ 48 ]          |
| 4/04/2015       | Regionales NCAA                   | 9,925           | 9,925           | 9,950           | ---             | ---             | 197,500         | [ 49 ]          |
| 17/04/2015      | Semifinales NCAA                  | 9,775           | 9,900           | 9,875           | ---             | ---             | 196,400         | [ 50 ]          |

| Resultados 2016 | Resultados 2016         | Resultados 2016 | Resultados 2016 | Resultados 2016 | Resultados 2016 | Resultados 2016 | Resultados 2016 | Resultados 2016 |
| Fecha           | Rival                   | Salto           | Asimétricas     | Barra           | Suelo           | All-arround     | Equipo          | Notas           |
| --------------- | ----------------------- | --------------- | --------------- | --------------- | --------------- | --------------- | --------------- | --------------- |
| 10/01/2016      | Alabama Crimson Tide    | ---             | ---             | 9,950           | ---             | ---             | 196,550         | Debut.          |
| 15/01/2016      | Florida                 | ---             | ---             | 9,275           | ---             | ---             | 196,925         | [ 52 ]          |
| 23/01/2016      | Arizona Wildcats        | ---             | ---             | 9,825           | ---             | ---             | 196,800         | [ 53 ] [ 54 ]   |
| 1/02/2016       | California Golden Bears | 9,875           | ---             | 9,750           | ---             | ---             | 195,175         | [ 55 ]          |
| 6/02/2016       | Utah                    | 9,775           | ---             | 9,925           | ---             | ---             | 197,100         | [ 56 ]          |
| 13/02/2016      | Oregon State            | ---             | ---             | 8,875           | ---             | ---             | 197,475         | [ 57 ]          |
| 2/04/2016       | Regionales NCAA         | ---             | 9,950           | ---             | ---             | ---             | 196,375         | [ 58 ]          |
| 15/04/2016      | Semifinal NCAA          | ---             | 9,8250          | ---             | ---             | ---             | 196,700         | [ 59 ]          |
| 16/04/2016      | Final NCAA              | ---             | 9,850           | ---             | ---             | ---             | 196,825         | [ 60 ]          |

| Resultados 2017 | Resultados 2017         | Resultados 2017 | Resultados 2017 | Resultados 2017 | Resultados 2017 | Resultados 2017 | Resultados 2017 | Resultados 2017                        |
| Fecha           | Rival                   | Salto           | Asimétricas     | Barra           | Suelo           | All-arround     | Equipo          | Notas                                  |
| --------------- | ----------------------- | --------------- | --------------- | --------------- | --------------- | --------------- | --------------- | -------------------------------------- |
| 7/01/2017       | Arkansas Razorbacks     | ---             | 9,875           | 9,650           | ---             | ---             | 195,700         | Debut.                                 |
| 15/01/2017      | Oklahoma Sooners        | ---             | 9,925           | 9,950           | ---             | ---             | 196,825         | [ 62 ]                                 |
| 28/01/2017      | Oregon State            | ---             | 9,950           | 9,925           | ---             | ---             | 197,325         | [ 63 ]                                 |
| 4/02/2017       | Arizona State           | ---             | 9,925           | 9,600           | ---             | ---             | 197,150         | [ 64 ]                                 |
| 11/02/2017      | Stanford                | ---             | 10.00           | 9,925           | ---             | ---             | 198,125         | Primer 10 de su carrera.               |
| 18/02/2017      | Utah                    | ---             | 9,450           | 9,825           | ---             | ---             | 197,500         | [ 65 ]                                 |
| 20/02/2017      | Utah State y Bridgeport | ---             | 9,950           | 9,725           | ---             | ---             | 195,875         | [ 66 ]                                 |
| 25/02/2017      | Arizona Wildcats        | ---             | 9,825           | 9,900           | ---             | ---             | 197,725         | [ 67 ]                                 |
| 05/03/2017      | California Golden Bears | ---             | 9,975           | 9,975           | ---             | ---             | 197,525         | [ 68 ]                                 |
| 12/03/2017      | North Carolina State    | ---             | 10,00           | 9,925           | ---             | ---             | 197,800         | Segundo 10.                            |
| 18/03/2017      | Campeonato Pac-12       | ---             | 9,900           | 9,825           | ---             | ---             | 197,100         | Equipo clasificado en 3ª posición.     |
| 01/04/2017      | Regionales NCAA         | ---             | 9,925           | 9,850           | ---             | ---             | 196,800         | Equipo clasificado en 1ª posición.     |
| 14/04/2017      | Semifinales NCAA        | ---             | 9,8875          | 9,7625          | ---             | ---             | 197,5000        | Equipo clasificado en 2ª posición.     |
| 15/04/2017      | Final NCAA              | ---             | 9,9000          | 10,000          | ---             | ---             | 197,2625        | Equipo clasificado en cuarta posición. |

| Resultados 2018 | Resultados 2018                        | Resultados 2018 | Resultados 2018 | Resultados 2018 | Resultados 2018 | Resultados 2018 | Resultados 2018 | Resultados 2018                    |
| Fecha           | Rival                                  | Salto           | Asimétricas     | Barra           | Suelo           | All-arround     | Equipo          | Notas                              |
| --------------- | -------------------------------------- | --------------- | --------------- | --------------- | --------------- | --------------- | --------------- | ---------------------------------- |
| 6/01/2018       | Ohio State                             | ---             | 9,975           | 9,925           | ---             | ---             | 196,250         | [ 74 ]                             |
| 14/01/2018      | Stanford, Utah y Washington            | ---             | 9,925           | 9,825           | ---             | ---             | 197.200         | [ 75 ]                             |
| 20/01/2018      | Arizona Wildcats                       | ---             | 9,775           | 9,950           | ---             | ---             | 197,300         | [ 76 ]                             |
| 27/01/2018      | LSU, North Carolina State y Washington | ---             | 9,875           | 10,00           | ---             | ---             | 197,625         | [ 77 ]                             |
| 4/02/2018       | Oklahoma Sooners                       | ---             | 9,900           | 10,00           | ---             | ---             | 197,950         | [ 78 ]                             |
| 10/02/2018      | California Golden Bears                | ---             | 9,950           | ---             | ---             | ---             | 197,750         | [ 79 ]                             |
| 18/02/2018      | Utah                                   | ---             | 9,800           | 9,800           | ---             | ---             | 197,425         | [ 80 ]                             |
| 25/02/2018      | Oregon State                           | ---             | 9,875           | 9,975           | ---             | ---             | 198,075         | [ 81 ]                             |
| 4/03/2018       | Iowa State, Kent State y Nebraska      | ---             | 9,925           | 9,950           | ---             | ---             | 197,500         | Masters Classic.                   |
| 11/03/2018      | Stanford                               | ---             | 10,00           | 10,00           | ---             | ---             | 197,800         | [ 83 ]                             |
| 13/03/2018      | San Jose State                         | ---             | 9,925           | 9,950           | ---             | ---             | 198,275         | [ 84 ]                             |
| 24/03/2018      | Campeonato Pac-12                      | ---             | 9,425           | 10,00           | ---             | ---             | 197,500         | Equipo clasificado en 1ª posición. |
| 7/04/2018       | Regionales NCAA                        | ---             | 9,875           | 9,875           | ---             | ---             | 197,650         | Equipo clasificado en 1ª posición. |
| 20/04/2018      | Semifinal NCAA                         | ---             | 9,875           | 9,9875          | ---             | ---             | 197,5625        | Equipo clasificado en 1ª posición. |
| 21/04/2018      | Final NCAA                             | ---             | 10,000          | 10,000          | ---             | ---             | 198,075         | Equipo clasificado en 1ª posición. |

## Medallero
| Año  | Competición                | Equipo            | AA                | VT               | UB                | BB                | FX               |
| ---- | -------------------------- | ----------------- | ----------------- | ---------------- | ----------------- | ----------------- | ---------------- |
| 2007 | Campeonato Nacional Júnior |                   | Medalla de plata  |                  |                   | Medalla de plata  |                  |
| 2007 | Juegos Pan Americanos      | Medalla de plata  | 4                 | Medalla de plata | 4                 | 4                 | Medalla de plata |
| 2007 | Elite Canada               |                   | Medalla de plata  |                  | Medalla de bronce | Medalla de bronce | Medalla de oro   |
| 2008 | Campeonato Pacific Rim     | Medalla de plata  | 5                 |                  | Medalla de plata  |                   | 4                |
| 2008 | Campeonato Nacional Júnior |                   | Medalla de bronce |                  | Medalla de oro    |                   | Medalla de oro   |
| 2010 | Elite Canada               |                   | Medalla de oro    |                  | 8                 | Medalla de plata  | Medalla de plata |
| 2011 | Copa del Mundo             |                   |                   |                  | 5                 | 6                 | 5                |
| 2011 | Campeonato Mundial         | 11                | 19                |                  |                   |                   |                  |
| 2011 | Juegos Pan Americanos      | Medalla de plata  | 4                 |                  | 5                 |                   |                  |
| 2011 | Open Mexicano              |                   | Medalla de plata  |                  |                   |                   |                  |
| 2012 | Preolímpico                | Medalla de plata  |                   |                  | 5                 |                   |                  |
| 2012 | International Gymnix       |                   | Medalla de oro    |                  |                   |                   |                  |
| 2012 | Campeonato Pacific Rim     | Medalla de bronce | Medalla de bronce |                  | 4                 | Medalla de plata  | Medalla de plata |
| 2015 | NCAA                       |                   |                   |                  |                   |                   |                  |
| 2016 | NCAA                       | 5                 |                   |                  |                   |                   |                  |
| 2017 | NCAA                       | 4                 |                   |                  |                   |                   |                  |
| 2018 | NCAA                       | Medalla de oro    |                   |                  | 9                 | Medalla de oro    |                  |